# Sulfat de condroïtina
El sulfat de condroïtina és un gluclosaminoglicà (GAG) sulfatat compost per una cadena de disacàrids N-acetilgalactosamina i àcid glucurònic alternats. El sulfat de condroïtina normalment es troba associat a proteïnes constituint agregats d'alt pes molecular denominats proteoglicans. Una cadena de condroïtina pot estar constituïda per més de 100 sucres (glúcids) individuals, cada un dels quals pot estar sulfatat en diverses posicions i números.
És un component important de la majoria dels teixits de vertebrats i invertebrats, i està present principalment en aquells que tenen una matriu extracel·lular gran, com els que formen el teixit connectiu del cos, cartílag, pell, vasos sanguinis, lligaments i tendons. El sulfat de condroïtina aporta al cartílag les seves propietats mecàniques i elàstiques, i li proporciona a aquest teixit molta de la seva resistència a la compressió.
El sulfat de condroïtina es va aïllar originalment molt abans que l'estructura es caracteritzés, donant lloc a canvis en la terminologia al llarg del temps. Els primers investigadors van identificar diverses fraccions de la substància amb lletres.
| Lletra d'identificació  | Lloc de sulfatació                                      | Nom sistemàtic            |
| ----------------------- | ------------------------------------------------------- | ------------------------- |
| Sulfat de condroïtina A | Carboni 4 de la N-acetilgalactosamina (GalNAc)          | Sulfat 4 de condroïtina   |
| Sulfat de condroïtina C | Carboni 6 de la GalNAc                                  | Sulfat 6 de condroïtina   |
| Sulfat de condroïtina D | Carboni 2 de l'àcid glucurònic i Carboni 6 de la GalNAc | Sulfat 2,6 de condroïtina |
| Sulfat de condroïtina E | Carbonis 4 i 6 de la GalNAc                             | Sulfat 4,6 de condroïtina |

El sulfat de condroïtina B és l'antic nom del sulfat dermatà, però aquest ja no està classificat com una forma del sulfat de condroïtina.
El terme condroïtina sense “sulfat” s'ha utilitzat per descriure una fracció escassa o nul·la de sulfatació. Tot i això, aquesta distinció sovint no s'utilitza.
Tot i que el nom de sulfat de condroïtina suggereix una sal amb un anió sulfat, això no és així, sinó que el sulfat està unit covalentment al sucre. Com que la molècula té múltiples càrregues negatives a pH fisiològic, en les salts de sulfat de condroïtina hi ha un catió. Les preparacions comercials de sulfat de condroïtina són la sal de sodi. Bernhill et al. han suggerit que tots aquests preparats de sulfat de condroïtina s'anomenin condroïtina de sodi independentment de la seva condició de sulfatació.

## Estructura

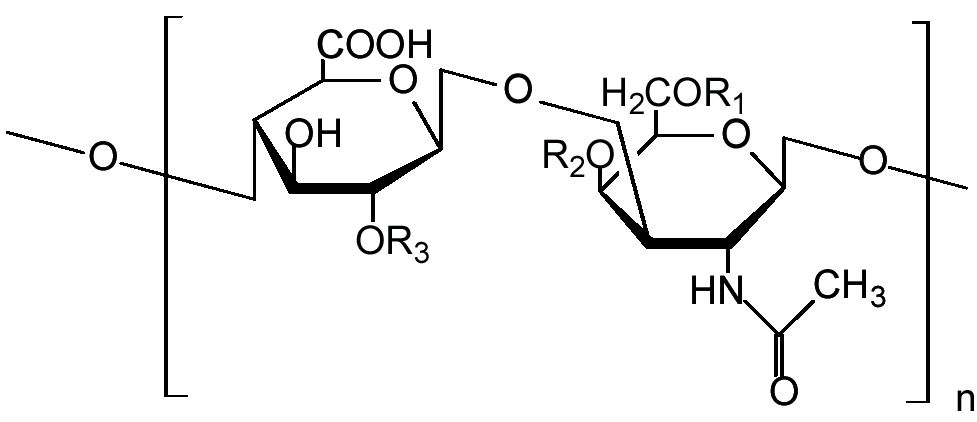
Estructura d'una unitat disacàrida de sulfat de condroïtina

Les cadenes de sulfat de condroïtina són polisacàrids de longitud variable que contenen dos monosacàrids alternats: àcid D-glucurònic (GlcA) i N-acetil-D-galactosamina (GalNac). Quan alguns d'aquests residus de GlcA presenten un epímer d'àcid L-idurònic (IdoA), el disacàrid resultant s'anomena sulfat dermatà.

### Adhesió proteica
Les cadenes de sulfat de condroïtina estan unides als grups hidroxil dels residus de la serina de les proteïnes. Es desconeix exactament com es seleccionen les proteïnes que s'uneixen als glicosaminoglicans. Empíricament, les serines glicosilades solen anar seguides de la glicina i tenen residus àcids confrontants.
La unió de les cadenes de glicosaminoglicans comença amb quatre monosacàrids en un patró fix: Xyl – Gal – Gal – GlcA. Cada glúcid s'uneix mitjançant un enzim específic, cosa que permet que hi hagi múltiples nivells de control sobre la síntesi de glicosaminoglicans. La xilosa comença a unir-se a les proteïnes del reticle endoplasmàtic, mentre que la resta de sucres s'uneixen a dins de l'aparell de Golgi.

### Sulfatació
Cada monosacàrid pot estar sulfatat una o dues vegades. Normalment els hidroxils de les posicions 4 i 6 de la N-acetil-galactosamina estan sulfatats. La sulfatació es realitza mitjançant sulfotransferases específiques. El grup sulfat es fixa a la galactosamina en posició 4 i 6, cosa que explica l'existència de dos isòmers del sulfat de condroïtina. La sulfatació en aquestes dues posicions confereix les activitats biològiques específiques a les cadenes de sulfat de condroïtina.

## Funció
Les funcions del sulfat de condroïtina depenen de les propietats de tot el proteoglicà del qual formen part. Aquestes funcions poden ser, per tant, de tipus estructural i de tipus regulador. No obstant això, alguns proteoglicans poden realitzar les dues funcions.

### Estructural
El sulfat de condroïtina és el component majoritari de la matriu extracel·lular de la majoria dels teixits dels vertebrats i representa un element important en el manteniment de la integritat estructural dels teixits amb una gran matriu extracel·lular (teixits connectius del cos, cartílag, pell, vasos sanguinis, lligaments i tendons). Aquesta funció és típica dels proteoglicans d'alt pes molecular com l'agrecà, versicà, brevicà i neurocà, denominats col·lectivament lectines.
Com a part de l'agrecà, el sulfat de condroïtina és el component majoritari del cartílag. El nivell d'agregació i les fortes càrregues dels grups sulfat de la condroïtina li donen la propietat de retenir l'aigua en aquests proteoglicans degut a la repulsió electroestàtica que es genera, cosa que dona als cartílags la resistència a la compressió.
En malalties articulars degeneratives, com l'artrosi, es produeix un deteriorament i una pèrdua del cartílag articular. Una fase clau en el procés degeneratiu artròsic és la pèrdua de proteoglicà (format pel sulfat de condroïtina) del cartílag i l'exposició de la seva xarxa de col·lagen a un mal funcionament mecànic.

### Reguladora
La capacitat interactiva del sulfat de condroïtina amb les proteïnes de la matriu extracel·lular es deu a les càrregues negatives de la molècula. Aquestes interaccions són importants per a regular un ventall divers d'activitats cel·lulars. Tot i que aquestes funcions no estan tan ben caracteritzades com les de l'heparan sulfat, queden molts papers nous per descobrir pels proteoglicans del sulfat de condroïtina. Per exemple, quan existeixen lesions en el sistema nerviós central, els nivells de proteoglicans del sulfat de condroïtina es veuen incrementats, de manera que actuen impedint la regeneració de les terminals nervioses que s'han malmès.

## Ús mèdic
El sulfat de condroïtina és considerat com a Fàrmac d'Acció Simptomàtica Lenta per a l'Artrosi (SYSADOA, Symptomatic Slow Acting Drug for Osteoarthritis) en més de 22 països europeus metre que als Estats Units està regulat per la FDA (Food and Drug Administration) com a complement dietètic. Se sol vendre junt amb la glucosamina i també s'utilitzen en medicina veterinària per al tractament de les patologies articulars d'animals com gats, gossos i cavalls.
Una metanàlisi publicada en el British Medical Journal el 2010 ha mostrat que és ineficaç pel tractament de l'osteoartritis.
Com a fàrmac, el sulfat de condroïtina pertany al grup M01AX: Altres antiinflamatoris i antireumàtics no esteroidals (classificació ATC - Anatomic Therapeutic Chemical Classification – de l'Organització Mundial de la Salut, que desenvolupa un sistema de classificació internacional en què tots els fàrmacs estan subdividits en categories segons l'òrgan en el qual actuen i segons les seves propietats químiques, farmacològiques i terapèutiques).
En els suplements de sulfat de condroïtina no existeixen normes obligatòries per a la formulació, cosa que fa que no es garanteixi que el producte està correctament etiquetat. Aquest no és el cas d'Europa, on hi ha una formulació de sulfat de condroïtina aprovada com a medicament i considerat com a producte de referència, amb eficàcia i seguretat demostrades en assajos clínics en pacients amb artrosi. Adebowale et al. van informar l'any 2000 que de 32 suplements del sulfat de condroïtina analitzats, només 5 es van etiquetar correctament i més de la meitat tenien menys del 40% de la quantitat marcada. Per això és important provar la bioequivalència de totes les formulacions de sulfat de condroïtina amb la fórmula de referència aprovada a Europa. Tot i això, la Farmacopea dels Estats Units (USP) ha establert unes normes per a la identificació i quantificació de la condroïtina.
El sulfat de condroïtina s'extreu principalment del cartílag de boví, porcí o marí. El mètode d'extracció inclou un tractament proteolític seguit d'una separació específica i una purificació. El sulfat de condroïtina utilitzat en la majoria d'estudis s'extreu de la tràquea bovina (95% de puresa), essent el mateix que s'utilitza en assajos clínics, i per tant, del que se'n coneix una major eficàcia i seguretat a nivell clínic.
Depenent de l'origen de l'espècie animal del qual s'extreu el sulfat de condrotina (terrestre o marí), aquest mostra diferents proporcions de sulfat en posició 4 o en posició 6, així com diferents mesures de massa molecular.

### Farmacologia
La dosi oral de sulfat de condroïtina en assajos clínics en humans és de 800-1.200 mg/dia.
La indicació clínica de sulfat de condroïtina és el tractament dels símptomes de l'artrosi. El sulfat de condroïtina es presenta en dosis de 800 mg/dia (2 x 400 mg càpsules), preferentment en una dosi (2 càpsules a la vegada) i es pren durant almenys 3 mesos.
Tot i això, en pacients amb simptomatologia inflamatòria important, està indicat començar amb una dosi de 1.200 mg/dia (3 x 400 mg càpsules) en una sola dosis (3 càpsules a la vegada) durant les primeres 4 o 6 setmanes per seguir amb 800 mg/dia fins a completar el període de 3 mesos mínim.
En cap estudi clínic dut a terme amb sulfat de condroïtina s'han identificat efectes diversos greus ni sobredosis d'aquest producte. El sulfat de condroïtina és una substància natural endògena present a la matriu extracel·lular de molts teixits del cos, entre ells el cartílag, i no presenta interaccions amb altres medicaments, ja que no es metabolitza mitjançant el citocrom P450. Els estudis de toxicitat (aguda, subaguda i crònica), mutagenicitat (potencial de provocar mutacions), carcinogènesi (producció de càncer) i de toxicitat sobre la reproducció, efectuats amb sulfat de condroïtina, han donat resultats negatius en tots els casos.
Els resultats d'estudis clínics publicats en la literatura, amb una duració d'entre 6 i 40 mesos aproximadament i entre un nombre limitat de pacients, ha mostrat una absència total de toxicitat de sulfat de condroïtina administrat oralment en dosis d'1 a 2 g/dia. Els efectes adversos registrats en aquests estudis són menors i la majoria no s'associen directament al mateix tractament amb sulfat de condroïtina.
El sulfat de condroïtina ha estat utilitzat com a tractament simptomàtic per a l'artrosi a Europa durant més de 20 anys: a Suïssa (des de 1983), a França (des de 1993), a Itàlia i Àustria (des de 1994) i a Portugal (des del 2000); així com en diversos països de l'Europa de l'Est. A Espanya aquest producte es comercialitza des de l'any 2003. Durant aquests anys, els estudis de farmacovigilància no han revelat cap efecte tòxic important en l'home derivat de la utilització d'aquest compost. En aquest sentit, és destacable que no ha fet falta cap mesura correctora derivada de la farmacovigilància que s'ha dut a terme a Europa, ni tampoc cap modificació de la fitxa tècnica del medicament a causa d'algun efecte advers greu.
Per altra banda, tampoc no s'ha detectat cap efecte greu derivat de l'ús del sulfat de condroïtina tant a curt com a llarg termini als Estats Units, on porta molt de temps comercialitzat com a complement dietètic.
Les últimes recomanacions de la Lliga Europea contra el reumatisme (la European League Against Rheumatism o EULAR) respecte al tractament de l'artrosi de genoll fan referència a una elevada seguretat del producte catalogat amb un nivell 6 de toxicitat (en una escala de 0 a 100), cosa que el converteix en un dels fàrmacs més segurs, junt amb el sulfat de glucosamina, per al tractament de l'artrosi.
L'absència de problemes greus derivats de l'ús d'aquest medicament en el tractament de l'artrosi, com els que presenten els antiinflamatoris no esteroidals i els analgèsics (per a problemes de tipus gastrointestinal, renal, cardiovascular, etc.), és una de les raons per a les quals cada vegada més, aquest producte es presenta com una alternativa segura per a controlar una patologia que és crònica, on molts dels pacients afectats tenen malalties concomitants com la diabetis i la hipertensió arterial.

### Biodisponibilitat i propietats farmacocinètiques
Diversos estudis farmacocinètics duts a terme en humans i en animals assenyalen que el sulfat de condroïtina es pot absorbir oralment i que la seva disponibilitat oscil·la entre un 15 i un 24% de la dosi administrada per via oral. De la fracció absorbida de sulfat de condroïtina, el 10% es troba en forma de sulfat de condroïtina i el 90% restant en forma de derivats despolimeritzats de pes molecular menor. Un cop administrat, la concentració màxima de sulfat de condroïtina en sang s'aconsegueix en 4 hores aproximadament.
En sang, el 85% de la concentració de sulfat de condroïtina i dels derivats despolimeritzats es troba fixa a diferents proteïnes plasmàtiques. El volum de distribució de sulfat de condroïtina és relativament petit, al voltant de 0,3 l/kg. En l'home, el sulfat de condroïtina presenta afinitat pel teixit articular. A nivell de partícula, Ronca et al., van trobar que el sulfat de condroïtina no s'absorbeix ràpidament en el tracte gastrointestinal i que un elevat contingut d'aquesta molècula es troba posteriorment a nivell del líquid sinovial i del cartílag.
El 90% de la dosis de sulfat de condroïtina es metabolitza; el fetge, els ronyons i altres òrgans participen en la despolimerització del sulfat de condroïtina. Aquesta molècula no es metabolitza mitjançant enzims del citocrom P450, cosa que és de gran transcendència, ja que implica que el sulfat de condroïtina no pot presentar interaccions amb altres medicaments a nivell metabòlic (eliminació).
El temps mitjà de vida oscil·la entre 5 i 15 hores. La via d'eliminació del sulfat de condroïtina i dels seus derivats despolimeritzats més important és el ronyó.
La cinètica del sulfat de condroïtina és de primer ordre fins a dosis de 3.000 mg, cosa que implica que no s'acumula a l'organisme fins a tenir aquesta dosi. Dosis múltiples de 800 mg en pacients amb artrosi no alteren la cinètica d'aquesta molècula.

### Mecanismes d'acció
L'acció terapèutica del sulfat de condroïtina en pacients que tenen artrosi és deguda a una sèrie d'efectes beneficiosos sobre el desequilibri metabòlic del cartílag que provoca la malaltia.
Els mecanismes d'acció del sulfat de condroïtina estan descrits per als tres nivells de l'articulació: cartílag, membrana sinovial i os subcondral.
A nivell de cartílag, aquest medicament actua afavorint la síntesi de proteoglicans, àcid hialurònic i col·lagen tipus II; i per altra banda, disminuint l'activitat catabòlica dels condròcits inhibint alguns dels enzims proteolítics (MMP-3, MMP-9, MMP-13, MMP-14, col·lagenasa, elastasa, fosfolipasa A2, NAG, catepsina B, agrecanasa 1), la formació d'altres substàncies que malmeten el cartílag (òxid nítric i radicals lliures), i reduint l'apoptosi. A més, també regula l'activitat antiinflamatòria a nivell dels components cel·lulars de la inflamació (TNF-α, IL-1β, COX-2, PGE2, NF-ĸ B).
A nivell de membrana sinovial, el sulfat de condroïtina actua estimulant la síntesi d'àcid hialurònic, i reduint la inflamació i el vessament articular.
A nivell d'os subcondral, s'ha descrit en un treball recent que el sulfat de condroïtina exerceix un efecte positiu sobre el desequilibri ossi que es produeix en l'os subcondral artròsic.
Recentment, s'ha publicat a la revista Annals of the Rheumatic Diseases una revisió que descriu totes les evidències publicades en relació als mecanismes d'acció del sulfat de condroïtina.

### Efecte clínic
Diversos assajos clínics controlats, duts a terme amb sulfat de condroïtina per a avaluar-ne la seva eficàcia en el tractament de l'artrosi comparat amb placebo o amb antiinflamatoris, han demostrat que aquest producte és beneficiós per a l'alleujament del dolor i la millora de la incapacitat funcional en aquests pacients, així com la reducció de la inflamació i el vessament articular, símptomes característics d'aquesta patologia. Concretament, les dades disponibles mostren que tot i que l'efecte d'aquest producte triga entre 2 i 3 setmanes a aparèixer, pot aconseguir una eficàcia global semblant a la dels antiinflamatoris i a més a més el seu efecte perdura fins a dos mesos després de la finalització del tractament (efecte romanent).
La major part de la literatura sobre l'eficàcia clínica del sulfat de condroïtina descriu els resultats dels estudis, l'objectiu dels quals era analitzar l'eficàcia d'aquest producte en el tractament simptomàtic de l'artrosi de genoll. Tot i això, també hi ha alguns estudis que demostren l'eficàcia d'aquest fàrmac en altres articulacions, com els dits i les mans.
A la membrana sinovial, el sulfat de condroïtina pot disminur de forma significativa la inflamació i el vessament articular, cosa que representa un benefici significatiu tenint en compte que la prevalença de la sinovitis s'ha estimat en un 50% de la població que pateix artrosi.
Degut a la popularitat de la glucosamina i el sulfat de condroïtina, i la falta d'informació fiable sobre la seva utilitat en el tractament de l'artrosi, els Instituts Nacionals de la Salut dels EUA (National Institutes of Health) van finançar un estudi per a provar els efectes de la condroïtina i la glucosamina en l'artrosi de genoll comparat amb el placebo i celecoxib. Amb aquest estudi es va veure que s'aconsegueix una millora global del 65,4%, tot i que no és estadísticament significativa davant el placebo (60,1%), una taxa molt superior a l'esperada (35%), i al fet que la majoria de pacients presentaven inicialment dolor lleu i, per tant, poca capacitat de discernir una millora del dolor segons els mateixos autors. No obstant això, una anàlisi exploratòria del subgrup de pacients amb dolor moderat i greu va suggerir que l'administració conjunta de sulfat de condroïtina i glucosamina disminueix significativament el dolor respecte al placebo (79,2% contra 54,3%); aquesta resposta va ser un 10% superior a la del control positiu (Celecoxib). En aquest mateix estudi, també es va observar una disminució significativa de la inflamació, acompanyada o no de vessament articular (sinovitis) en el grup tractat amb sulfat de condroïtina, comparat amb el placebo.
Clegg et al., basant-se en el mateix estudi, també van avaluar si el sulfat de condroïtina podia tenir un efecte diferencial sobre els símptomes de l'artrosi quant al grau radiogràfic de Kellgren & Lawrence (KL) dels pacients. Els resultats suggereixen que el sulfat de condroïtina podria millorar el dolor de l'artrosi de genoll en pacients amb fases primerenques de la patologia, en concret, amb grau 2 de KL.
S'han realitzat diversos metaanàlisis d'assajos clínics amb sulfat de condroïtina:
- McAlindon et al., 2000: va concloure que l'efecte d'aquest producte és de moderat a gran trobant un rang d'efecte de 0,96 per a aquest producte quan s'incloïen tots els estudis i de 0,78 quan s'excloïa l'anàlisi de l'estudi més positiu.[33]
- Leeb et al., 2000: va recollir les dades de 7 assajos clínics amb sulfat de condroïtina i va confirmar que aquest va ser significativament superior al placebo quant als paràmetres de dolor i capacitat funcional, mostrant almenys una millora del 50% en comparació amb la medicació control.[27]
- Richy et al., 2003: el seu metaanàlisi, dut a terme també amb assajos clínics controlats amb placebo de sulfat de condroïtina i glucosamina, va analitzar 8 assajos. Els rangs d'efecte observats coincideixen amb els de McAlindon, resultant en un efecte de moderat a gran (0,54 a 0,92). Els autors també van concloure que les dades disponibles amb sulfat de condroïtina recolzen l'eficàcia clínica observada amb aquest medicament quant a la millora dels símptomes de l'artrosi.[35][33]
- Reichenbach et al., 2007: aquest metaanàlisi recent discuteix l'eficàcia del sulfat de condroïtina en el tractament de l'artrosi. Això no obstant, en aquest estudi s'ha observat un biaix en els resultats obtinguts que influeix en les conclusions presentades. En l'anàlisi de les dades, únicament es van incloure 3 estudis dels 20 que es van revisar per a realitzar l'avaluació, en un hi havia "una resposta al placebo excepcionalment alta" i en un que es va publicar només hi havia el resum.[36][37]

Recentment, en una altra revisió de Bruyére et al. sobre l'eficàcia clínica del sulfat de condroïtina i de glucosamina per al tractament de l'artrosi de genoll i maluc es conclou que ambdós productes són eficaços per al tractament de la patologia artròsica amb algun possible efecte modificador de la malaltia.
A les últimes recomanacions de la Lliga Europea Contra el Reumatisme (European League Against Rheumatism o EULAR) per al tractament de l'artrosi de genoll, el sulfat de condroïtina s'inclou dins de la categoria 1A de major evidència científica, amb un grau de recomanació A, també el més elevat. La OARSI (International Artrosis Research Society) recomana el sulfat de condroïtina com el segon tractament més efectiu per al control de l'artrosi moderada.
A Espanya, l'últim document de consens de la Societat Espanyola de Reumatologia (SER) sobre el tractament farmacològic de l'artrosi de genoll recull el mateix grau de recomanació per al sulfat de condroïtina que les guies de l'EULAR, la recomanació 1A.
Una àmplia metanàlisi publicada el 2010 en el British Medical Journal mostra que la glucosamina, el sulfat de condroïtina, i la seva combinació no donen lloc a una reducció rellevant de dolor en les articulacions ni afecten a la disminució de l'espai articular en comparació amb el placebo. Els autors indiquen, a més, que alguns pacients estan convençuts que aquests preparats són beneficiosos. Això podria ser a causa del curs natural de l'artrosi, o de l'efecte placebo. També indiquen que si bé cap d'aquests preparats és perillós, les autoritats sanitàries no haurien de cobrir la despesa que comporta la seva prescripció. També assenyalen que les majors diferències entre placebo o aquests productes sempre es mostren en estudis subvencionats pels laboratoris i no es troben diferències quan els estudis són independents.

## Contaminació de l'heparina
El dimecres 19 de març del 2008, l'Administració d'Aliments i Fàrmacs dels EUA (Food and Drug Administration o FDA en anglès) va identificar el "sulfat de condroïtina hipersulfatat" com a contaminant en l'heparina procedent de la Xina.
En aquest sentit, és molt important remarcar les diferències químiques rellevants entre la formulació del sulfat de condroïtina aprovat a Europa com a medicament i considerat producte de referència i el "sulfat de condroïtina hipersulfatat" identificat com a contaminant.
El "sulfat de condroïtina hipersulfatat" no és un producte extret de fonts biològiques sinó que se sintetitza a través d'una reacció de sulfatació de la molècula biològica. Aquest és un procés de semi-síntesi que utilitza un derivat natural del sulfat de condroïtina i una combinació de diversos productes químics potencialment perillosos.
El producte resultant conté 3 o 4 grups de sulfat per disacàrid, i, per tant, la seva estructura difereix considerablement de l'original. A més a més, l'anàlisi dels contaminants revela un tipus inusual de sulfatació que no es troba en cap font natural de sulfat de condroïtina. També cal destacar, que actualment encara no s'ha pogut aïllar en a partir de teixits animals una unitat de disacàrid tetrasulfatat.
Així, el sulfat de condroïtina no és més que el substrat de la reacció química: l'última molècula hipersulfatada constitueix una nova entitat, que té unes propietats farmacològiques i clíniques molt diferents de les de la molècula biològica, com es demostra en un article recent publicat al New England Journal of Medicine. En aquest estudi es va demostrar que el sulfat de condroïtina hipersulfatat (OSCs) trobat en lots contaminats d'heparina no fraccionada, així com una referència d'OSCs generats sintèticament, activaven directament la via de quinina-calicreina en el plasma sanguini humà, cosa que pot conduir a la generació de bradinicina, un potent regulador vasoactiu. A més a més, OSCs indueixen la generació de C3a i C5a, anafilotoxines potents derivades de proteïnes complementàries. El sulfat de condroïtina A també es va testar i no va mostrar cap inducció de l'activitat amidolítica. La projecció de mostres plasmàtiques de diverses espècies indiquen que els porcs i els humans són sensibles a l'efecte de les OSCs de manera semblant. Els OSCs que contenen heparina i que són d'origen sintètic estan associats a la hipertensió arterial degut a l'activació de la calicreina. En canvi, cap dels porcs tractats amb sulfat de condroïtina A va mostrar un canvi significatiu en la pressió arterial o el ritme cardíac.